# Horbasiv, Letîciv
Horbasiv (în ucraineană Горбасів) este localitatea de reședință a comunei Horbasiv din raionul Letîciv, regiunea Hmelnîțkîi, Ucraina.

## Demografie
Componența lingvistică a localității Horbasiv
     Ucraineană (97,72%)
     Rusă (2,28%)
Conform recensământului din 2001, majoritatea populației localității Horbasiv era vorbitoare de ucraineană (97,72%), existând în minoritate și vorbitori de rusă (2,28%).